# NGC 7403
NGC 7403 في الفهرس العام الجديد، هي مجرة، تقع في كوكبة الحوت. اكتشفت في 15 نوفمبر 1859 .

## روابط خارجية
- NGC 7403 على موقع ويكي سكاي: DSS2, SDSS, GALEX, IRAS, Hydrogen α, X-Ray, Astrophoto, Sky Map, Articles and images